# Limnophila mirabunda
Limnophila mirabunda là một loài ruồi trong họ Limoniidae. Chúng phân bố ở miền Australasia.